# Beauvallon (Drôme)
Beauvallon – miejscowość i gmina we Francji, w regionie Owernia-Rodan-Alpy, w departamencie Drôme.
Według danych na rok 1990 gminę zamieszkiwało 1519 osób, a gęstość zaludnienia wynosiła 487 osób/km² (wśród 2880 gmin regionu Rodan-Alpy Beauvallon plasuje się na 564. miejscu pod względem liczby ludności, natomiast pod względem powierzchni na miejscu 1640.).